# 土橋車両基地
座標: 北緯39度51分49.68秒 東経116度41分15.74秒 / 北緯39.8638000度 東経116.6877056度
土橋車両基地(ときょうしゃりょうきち、トゥーチャオしゃりょうきち)は、中華人民共和国北京市通州区張家湾鎮に位置する北京地下鉄の車両基地。面積は23.9ヘクタール。八通線車両(SFX01型、SFX02型、SFM07型)が所属している。土橋駅の先に出入庫線がある。2003年12月18日に営業を開始した。